# Der Brillantenarm
Der Brillantenarm (Бриллиантовая рука, Brilliantowaja ruka) ist eine sowjetische Filmkomödie.

## Handlung
Ljolik, der Boss eines Schwarzmarkt-Syndikats, möchte eine Anzahl Juwelen aus dem Ausland in die Sowjetunion schmuggeln lassen. Als Versteck der Juwelen soll der Gipsverband eines Kuriers dienen. Ljolik schickt einen kleineren Gauner namens Gennadi Kosodojew, um diese Aufgabe zu übernehmen. Kosodojew reist mit einem Kreuzfahrtschiff in den Orient.
Die Verkäufer der Juwelen wissen jedoch nicht, wie der Kurier aussieht; sie erfahren nur das Codewort, mit welchem er sich identifizieren soll. Durch eine Verwechslung halten sie jedoch einen Mitreisenden auf Kosodojews Schiff, den normalen Sowjetbürger Semjon Gorbunkow, für den Kurier. Sie legen seinen Arm in Gips und verstecken darin die Diamanten. Auf der Rückreise in die Sowjetunion erzählt aber Gorbunkow der Polizei, dass er als Schmuggler dienen soll, und der Polizeichef, der sich als Taxifahrer tarnt, benutzt nun Gorbunkow als Lockmittel, um das Syndikat auffliegen zu lassen.

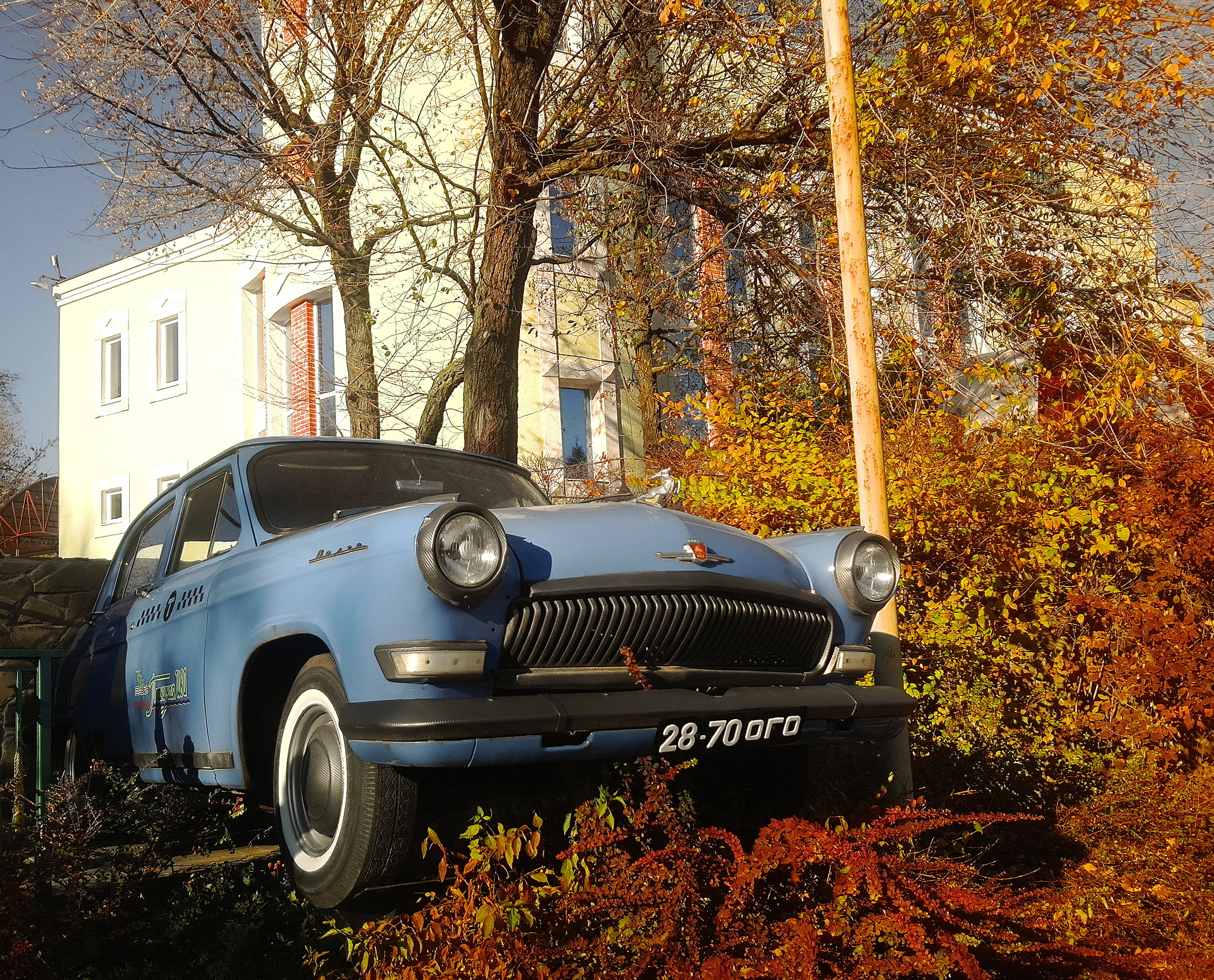
Taxi aus dem Film (2014)

Der Großteil der Handlung besteht aus verschiedenen Versuchen des Syndikats, Gorbunkow in eine Falle zu locken, den Gips zu entfernen und die geschmuggelten Juwelen zurückzuerlangen. Währenddessen beginnt Gorbunkows Frau ihren Mann zu verdächtigen, dass er entweder von einem fremden Geheimdienst angeworben wurde oder eine Affäre unterhält.

## Hintergrund
Der Film wurde von Mosfilm gedreht und 1969 erstmals aufgeführt. Die Regie führte Leonid Gaidai, der hier mehrere Stars des sowjetischen Films versammelte: Juri Nikulin, Andrei Mironow, Anatoli Papanow, Nonna Mordjukowa und Swetlana Swetlitschnaja. Der Brillantenarm entwickelte sich zum Kultfilm und wird von vielen Zeitgenossen als eine der herausragenden Filmkomödien aller Zeiten angesehen. In der Sowjetunion wurden mehr als 76,7 Millionen Kinokarten verkauft.
Die Handlung basiert auf einem tatsächlichen Ereignis, bei dem Schweizer Schmuggler versuchten, Juwelen in einem Gipsverband zu transportieren.

## Lieder
Die Insel des Unglücks
Das ironische Die Insel des Unglücks (Ostrow newesenija) wurde nach der Veröffentlichung des Films populär. Es wurde im Film von Kosodojew während der Kreuzfahrt gesungen, während er auf dem Schiffsdeck entspannt auf einer Gitarre klimperte. Das Lied ist thematisch, da es das Pech ankündigt, das Kosodojew während des gesamten Films erlebt. Das Lied wurde von Mironow selbst aufgenommen. Dies ist nicht ungewöhnlich, da viele russische Schauspieler dieser Zeit sowohl singen als auch tanzen konnten.
Das Lied über Hasen
Das metaphorische Das Lied über Hasen (Pesnja pro saizew) wurde Ende der 1960er Jahre ebenfalls zu einem populären Lied. Es erzählt die Geschichte einer Gruppe personifizierter Hasen, die nachts ein mythologisches „Tryn“-Kraut (auf Russisch: „tryn-trawa“) ernten und verkünden, dass sie keine Angst vor Raubtieren haben, seien es Wölfe oder Eulen. Die Hasen singen mutig einen Refrain, der mit „Es ist uns egal!“ („A nam wsjo rawno!“), was eigentlich die Bedeutung von „tryn-trawa“ ist. Das Lied wurde im Film von dem Protagonisten Semjon Gorbunkow nach einer starken Dosis Wodka im Restaurant aufgeführt. Später wurde die Szene sogar auf einer Briefmarke abgebildet, die dem Schauspieler Juri Nikulin gewidmet war. Aufgenommen wurde es von Nikulin selbst.
Hilf mir
Das dritte und letzte populäre Lied aus diesem Film war Hilf mir (Pomogi mne), gesungen von Aida Wedischtschewa, einer Sängerin aus der Sowjetzeit, die vor allem für ihre Darbietung von Liedern für Filme bekannt ist, die in den 1960er Jahren produziert wurden. Das parodistische Lied im Tango-Stil handelt von Liebe und Leidenschaft und wird im Hintergrund während einer Szene gespielt, in der eine von den Schergen des Chefs angeheuerte Femme Fatale versucht, Gorbunkow zu verführen und zu betäuben.